# Кочина крајина
Кочина крајина је био назив за територију Србије коју су привремено од Османског царства ослободили српски фрајкори (добровољачки одреди) уз помоћ Хабзбуршке монархије Аустрије током Аустријско-турског рата 1788. године. Крајину је основао и њоме управљао капетан Коча Анђелковић, а приликом његове погибије команду је кратко преузео Јован Брановачки. Рат се завршио Свиштовским миром, којим је територија враћена Османлијама, али уз одређене концесије српском становништву: Аустрија је добила узан појас територије око Цетинграда и Лапца, док је турским дахијама забрањено да се врате у Смедеревски санџак/Београдски пашалук, односно Србима је дозвољено самостално прикупљање пореза. Случај Кочине Крајине представља почетак историјског процеса који ће довести до првог српског устанка под Карађорђем, па до српског осамостаљења 1815. године. Није случајно да је међу добровољцима српских фрајкора био и сам Карађорђе Петровић.

## Позадина
Од 1781. године аустријски цар Јозеф II Хабзбуршки и руска царица Катарина Велика су у тајном дефанзивном савезу против Турске.
Аустријанци су слали неколико мисија у Србију ради прикупљања података и придобијања становништва, посебно кнезова, свештеника и трговаца. Све су успешне (за разлику од оних у Босни), јер је ситуација крајње хаотична (спахије против јаничара, јаничари међу собом), а становништво је незадовољно погоршањем свога стања (насилно читлучење и јаничарски зулуми), па излази у сусрет Аустријанцима надајући се ослобођењу. Све је више ситних сукоба са Османлијама и пребега у Аустрију.
Године 1787. Турска објављује рат Русији. Аустрија још није спремна за рат, али покушава да искористи ситуацију. План је био да се пограничне тврђаве заузму на препад уз помоћ месних Срба. У децембру пропада покушај отварања београдских капија. Од многих избеглих Срба стварају се фрајкори. У јануару 1788. је изведен још један неуспешан покушај напада на Београд.
Међу добровољцима српских фрајкора био је и потоњи устанички вођа Карађорђе Петровић.

## Ток рата
Аустрија објављује рат 9. фебруара 1788, али је ефекат изненађења изостао и заузета је само Ада Кале. Аустријанци не желе устанак у Србији, а фрајкоре не сматрају за самосталне јединице, али како им војска није била спремна дешава се управо супротно — приморани су да им фрајкори воде скоро све операције и подбуњују становништво на устанак. Главни аустријски циљ је Београд који хоће да заузму отсецањем и исцрпљивањем — затворити путеве за појачања од Шапца и Пожаревца. Са своје стране, Турци не могу ни да прикупе војску из Румелије.
Одред Коче Анђелковића (од 400 до 500 људи) прелази на дан објаве рата из Баната у Србију са задатком да пресече цариградски друм. За две недеље узима Пожаревац и Коларе, а због побуна и опасности Турци беже и из Паланке, Баточине и Багрдана у које Коча улази без отпора. Аустријска војска остаје неактивна (ишчекују да руске победе вежу турску главнину), па се Коча повлачи у Банат.
Коча Анђелковић се враћа у марту 1788. године са 1.500 људи. Разбија три турске војске које покушавају да учине пут проходним. Унапређен је у капетана, али још ниједна аустријска јединица не улази у Србију што лоше утиче на морал становништва. И поред појачања које доводи Јован Брановачки, Турци са надмоћним снагама разбијају блокаду у априлу, а Коча се повлачи у манастир Драчу (код Крагујевца). Нови напади на конвоје не успевају јер су Турци појачали снаге у Ћуприји и Јагодини.
У априлу 1788. у Србију прелази и фрајкор Станко Арамбашић под командом мајора Михаила Михаљевића који истог месеца осваја Шабац уз помоћ регуларне аустријске војске. Међу војницима који су напали Шабац, био је и будући истакнути Наполеонов маршал, Јозеф Поњатовски. Касније у јуну успевају да освоје и Ваљево. Са Михаљевићем и Арамбашићем је и бачки епископ Јован Јовановић који позива на устанак.
Крајем јуна Турци враћају под своју власт Пожаревац, а у јулу се Коча под борбом пребацује у Банат; Хасан-паша у августу прелази у Банат и побеђује граничарске јединице и заузима Дунав целом дужином почев од Панчева, а на северу скроз до Мехадије. У септембру је у боју код Брзаске Коча, чекајући помоћ аустријске војске, заробљен. Кочу Анђелковића и још 30 заробљених му сабораца, Турци одводе у Текију и све их, за казну, набијају на колац. Пошто је Коча погинуо, врховну команду над Крајином преузима као подвојвода Јован Брановачки.
Аустријске снаге биле су развучене по целом ратишту и остајале су неактивне. Са почетком рата упућен је проглас и муслиманском становништву да остане мирно, обећавајући да ће бити равноправно са осталим поданицима, посебно у верским питањима. Корпус под Лихтенштајном (потом под Лаудоном) у Босни је успео да за четири месеца заузме само Дрежник, огорчено брањену Дубицу и Нови. Рат је стао преко зиме.
Лаудон је 1789. године успео само да заузме Бербир (Градишку). У августу преузима врховну команду и потискује Турке из Баната и у септембру опкољава Београд који му се предаје (уз слободан пролаз за посаду) 9. октобра. Затим су заузети Смедерево, Пожаревац и Кладово са већим делом северне Србије до Студенице и Крушевца. Терет рата поново преузимају фрајкори, Михаило Михаљевић и Станко Арамбашић.

## Крај рата
Иако је у Србији имала успеха, порази аустријске војске на другим фронтовима и смрт цара Јозефа II 1790. године су присиљавали новог цара Леополда II да тражи мир. Аустријска војска заузима Цетинград. Фрајкори одводе са собом становништво. Турци покушавају да ово спрече, али долази и до одмазди.
Миром у Свиштову Леополд II Хабзбуршки се задовољио Цетинградом, Дрежником и уским појасом земљишта у Крајини (Лапац и Срб). Гарантује се општа амнестија устаницима. Фрајкори се распуштају, а многи Срби, разочарани Аустријом, чак се и враћају у Србију. Султан Селим III (од 1789. године) забрањује повратак јаничара у Смедеревски санџак.
Вук Караџић је записао: „Од Кочине крајине и Срби ратовати умеју“.

## Последице
У рату је учествовало око 18.000 Срба на страни Аустрије, стекли су ратно искуство, неки официрске чинове и одликовања а неки и војно образовање. С обзиром да Свиштовским миром није померена значајно граница Османског царства упркос значајним губицима на бојном пољу, један од уступака је био и општа амнестија за побуњенике а у каснијим годинама, 1793. и 1794. године је султан Селим III ферманима дозволио слободу трговине и делимично проширење локалне самоуправе. Трговачке и културне везе Срба из Аустрије и Турске јачају.
Дешавају се промене и у животу Срба у Аустрији због учешћа и заслуга у рату са Турском, повластице су биле отварање Илирске дворске канцеларије у Бечу (за Србе из Војводине), давање права слободе вероисповести, право запошљавања у државној служби итд.
Притисак турског феудалног друштва слаби, развија се пољопривреда, јача трговина, извоз стоке у Аустрију расте, развија се занатство у градовима уз јачање нахијске и кнежинске самоуправе све доводи до значајних друштвених промена. Национална свест и спремност за борбу све више јача.